# Order Królewski Serafinów

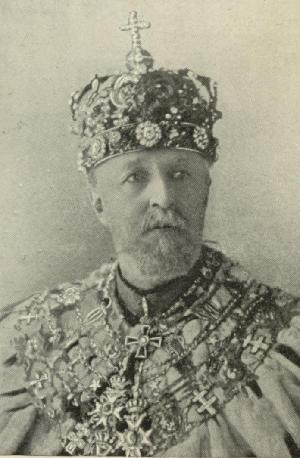
Król Szwecji i Norwegii Oskar II w koronie Eryka XIV i z łańcuchami wszystkich Królewskich Orderów szwedzkich (Serafinów, Gwiazdy Polarnej, Miecza, Wazów) i z Orderem Karola XIII na szyi (1897)

Order Królewski Serafinów (szw. Kungliga Serafimerorden) – najwyższe odznaczenie Królestwa Szwecji oraz order domowy szwedzkiego domu panującego.

## Historia
Dawniej zwany potocznie „błękitną wstęgą” (Det blåa bandet) Order Serafinów ustanowiony został w dniu 73 urodzin króla Fryderyka I z dynastii heskiej 23 kwietnia 1748. Jednocześnie z powołaniem do życia Orderu Serafinów Fryderyk I stworzył tzw. system orderowy, do którego należały oprócz Serafinów Order Gwiazdy Polarnej i Order Miecza. Oznaczało to, że nosiciel Orderu Serafinów miał prawo do tytułu: „Kawaler i Komandor Orderu Jego Królewskiej Mości” (Riddare och kommendör av Kungliga Majestäts Orden, skrót: RoKavKMO) i posiadał jednocześnie Krzyż Wielki Orderów Gwiazdy Polarnej i Miecza, lub na odwrót, że szwedzki poddany mógł otrzymać Order Serafinów tylko wtedy, jeśli już posiadał Wielki Krzyż Miecza lub Gwiazdy Polarnej. Przepisy te pozostały niezmienione do 1975.
Przy ustanowieniu orderu stworzono legendę o jego wielowiekowej przeszłości – miał być ustanowiony w średniowieczu przez króla Magnusa I – i ograniczono liczbę szwedzkich kawalerów do 24 (nie licząc królewiczów) i cudzoziemskich do 8, co później zmieniono na 32 szwedzkich i nieograniczoną liczbę cudzoziemskich. Szwedzkim poddanym order nadawany był tylko wtedy, jeśli piastowali wysokie funkcje państwowe, w armii posiadali co najmniej rangę generała lejtnanta, a w kościele urząd biskupa. W wypadku cudzoziemców nadawano order tylko głowom państwa oraz czasami następcom tronu. Królewicze szwedzcy otrzymywali Serafina poprzez narodziny (wkładano go do kołyski), ale nosić go mogli dopiero po konfirmacji, czyli od ok. 15. roku życia, i tracili go po wystąpieniu z domu panującego, które było konieczne przy małżeństwach z kobietami krwi niekrólewskiej. Dopiero statuty z 1902 nadały także królowej prawo noszenia Orderu Serafinów, ale nie dopuściły kobiet jako członków społeczności orderowej, co stało się dopiero w 1952, z tytułem: „Członek i komtur Orderów JKM” (Ledamot och kommendör av Kungliga Majestäts Orden, skrót: LoKavKMO), który przysługiwał także duchownym, odznaczonym Orderem Serafinów.
Kawalerowie orderu mieli obowiązek pracować parę dni w roku jako pielęgniarze w renomowanym Szpitalu Serafinów (Serafimerlasarettet) w Sztokholmie lub darowywać środki finansowe na jego utrzymanie. Do 1820 chowano kawalerów Serafina w sztokholmskiej świątyni Riddarholmskyrkan, gdzie spoczywają także wszyscy królowie od Gustawa II Adolfa (Lwa Północy) do Gustawa V. W dniu pogrzebu kawalera orderu, szwedzkiego czy zagranicznego, do dziś od 12 do 13 dzwoni się w dzwony tego kościoła (jedynym wyjątkiem był Nicolae Ceaușescu). Herby wszystkich kawalerów są zawieszane w tymże kościele, w wypadku nieszlacheckich kawalerów szwedzcy heraldycy państwowi tworzą im herb (jak np. w wypadku Lecha Wałęsy – dr Adam Heymowski).
Nowa konstytucja z 1975 zniosła nadawanie orderów obywatelom szwedzkim. Od tej pory każdy, bądź minister bądź generał czy sprzątaczka mógł po 30 latach nieskazitelnej służby państwowej otrzymać tylko złoty medal „Za pilność i wierność w służbie państwa” (För nit och trohet i rikets tjänst). Członkowie rodziny królewskiej nadal otrzymywali Order Serafina poprzez narodziny, ale nosić go mogli od chwili uzyskania pełnoletniości w 18. roku życia, poza tym nadawany był wyłącznie zagranicznym głowom państwa, łącznie z tytułem: „Kawaler Orderu Serafinów” (Riddare av Serafimerorden, skrót: RSerafO).
15 grudnia 2022 cały szwedzki system orderowy został przywrócony w pełnym zakresie (ustawa weszła w życie 1 lutego 2023). Został on też w niewielkim stopniu zmodernizowany i uaktualniony.

## Insygnia
Pewne elementy insygniów Orderu Serafinów pojawiają się dużo wcześniej przed jego ustanowieniem w łańcuchach noszonych przez poszczególnych królów: łańcuchu Orderu Salwatora (Zbawiciela) noszonym przez Eryka XIV, orderu Agnus Dei Jana III, orderu Jehowy króla Karola IX oraz łańcucha Orderu Jezusa królów Karola X Gustawa i Karola XI, były to jednak dekoracje noszone wyłącznie przez monarchów i nigdy nie otrzymały statutów, a więc nie mogą być uważane za ordery.
Insygnia jednoklasowego Orderu Serafinów to krzyż, gwiazda oraz łańcuch. Krzyż, dużych rozmiarów krzyż maltański jest emaliowany na biało ze złotym brzegiem i ozdobiony złotymi głowami serafinów (z widocznymi trzema parami skrzydeł) między ramionami. Emaliowany na niebiesko medalion awersu nosi inicjały IHS (Iesus Hominum Salvator), uwieńczone białym krzyżem łacińskim i otoczone trzema złotymi koronami Szwedów, Gotów i Wandalów (dawny tytuł królów Szwecji do 1971: Suecorum, Gothorum, Vandalorum Rex). Pod inicjałami IHS znajdują się podobizny trzech złotych gwoździ z krzyża Chrystusowego. Na ramionach krzyża orderowego medalion awersu otoczony jest krzyżami patriarchalnymi. W medalionie rewersu znajdują się inicjały FRS (Fridericus Rex Sueciae). Krzyż orderowy zawieszony jest na złotej koronie królewskiej i noszony na jasnoniebieskiej wstędze z prawego ramienia na lewy bok. Gwiazda orderu to duży srebrny krzyż maltański z głowami serafinów między ramionami i identycznym z awersem medalionem środkowym. Noszona jest na lewej piersi. Do ok. 1860 gwiazdy były haftowane. I krzyż i gwiazdę nadawano również z brylantami.
Rzadko – tylko na rozkaz JKM – noszony łańcuch orderowy, na którym zawieszony jest krzyż, składa się z jedenastu złotych główek serafinów i jedenastu emaliowanych na niebiesko krzyży patriarchalnych. Spośród cudzoziemców otrzymywały go tylko głowy koronowane.

## Medal Serafinów
Do orderu należy niesłychanie rzadki (od 1748 nadany może cztery razy) złoty Medal Serafinów (Serafimermedaljen). Awers medalu pokazuje popiersie Fryderyka I otoczone napisem: Fridericus D.G. Rex Sueciae, rewers łańcuch Orderu otoczony napisem: Procederes Cum Principe Nectit 1748. Wewnątrz łańcucha znajduje się napis: Ordo Eq. Seraphim Restauratus Natali Regis LXXIII. Medal zawieszony jest na ośmiu złotych łańcuszkach, noszony na lewej piersi i nadawany za niesłychanie wybitne zasługi przy opiece nad chorymi i ubogimi. W ciągu całego XX w. medal otrzymały tylko dwie osoby: Elsa Brändström i Lisbeth Palme, wdowa po Olofie Palme (1993). W 1974 medal uniknął kasacji orderów i został oddany do bezpośredniej dyspozycji króla. Przy nadaniach nadal są używane egzemplarze medalu z czasów Fryderyka I.
Insygnia Orderu i Medalu Serafinów podlegają zwrotowi do kapituły po śmierci odznaczonego.

## Odznaczeni
Order Królewski Serafinów w kolejności chronologicznej otrzymali następujący Polacy:
- 1854 – Aleksander Colonna-Walewski
- 1904 – Agenor Gołuchowski
- 1936 – Ignacy Mościcki
- 1993 – Lech Wałęsa[2]
- 2011 – Bronisław Komorowski